# Waldbahn der Oberförsterei Biesenthal
| Waldbahn der Oberförsterei Biesenthal | Waldbahn der Oberförsterei Biesenthal |
| ------------------------------------- | ------------------------------------- |
| Streckenlänge:                        | 12 km                                 |
| Spurweite:                            | 600 mm (Schmalspur)                   |
|                                       |                                       |

Die Waldbahn der Oberförsterei Biesenthal war eine ab dem Sommer 1924 betriebene 12 km lange Schmalspurbahn mit 600 mm Spurweite bei Biesenthal.

## Geschichte
Im Jahr 1922 kam es in den Waldgebieten der  Oberförsterei Biesenthal wie auch in anderen norddeutschen Kieferngebieten in Preußen zu einer Massenvermehrung von Schmetterlingen (Nachtfalter) aus der Familie der Eulenfalter (Noctuidae), die Kieferneule oder Foreule (Panolis flammea) genannt werden. Diese Schädlinge führten zum Absterben einer großen Anzahl von Kiefern in mehr als  82 Forstämtern in acht Regierungsbezirken auf einer Gesamtfläche von etwa 212.859 ha.
Um der Vermehrung dieser Schmetterlinge Einhalt zu gebieten, war es erforderlich, die befallenen Bestände zu fällen, abzutransportieren und zu vermarkten. In der Oberförsterei Biesenthal, einem Lehrrevier der Forstlichen Hochschule, wurden etwa 500 Holzhauer mit der vollständigen Rodung der Kiefernwälder betraut (Kiefernkahlschläge). Sie haben in 3 Jahren 160.000 Festmeter Holz geschlagen:
- Beginn der Fällung: 1. Oktober 1924
- Beginn der Holzabfuhr: 1. November 1924

Um vor dem Abtransport keine Zeit zu verlieren, wurde vorübergehend eine Waldbahn verlegt, die auf fliegenden Gleisen an die Rodungen herangeführt wurde:
- Streckenlänge: 12 km
- Spurweite: 600 mm
- Von Pferden gezogene Schienenfahrzeuge: 100 Doppeltrucks

Das tragbare Gleismaterial wurde bei der Grimnitzer Waldbahn und in benachbarten Oberförstereien wie Freienwalde und Zehdenick ausgeliehen, die Trucks wurden gebraucht aufgekauft. Einspänner zogen die Doppeltrucks an die Hauptgleise und Zweispänner zogen die „Züge“ zu den Holzlagerplätzen. Mit 100 Waldbahntrucks konnten an einem Tag etwa 150 bis 200 Festmeter Holz abtransportiert werden. Da das Gleismaterial zumindest zum Teil von anderen Förstereien ausgeliehen worden war und zurückgegeben werden musste, handelte es sich nur um eine temporär verlegte Waldbahn, die um spätestens 1925 wieder abgebaut wurde.
An der Waldbahnstrecke wurden zwei Holzlagerplätze an der Normalspurbahn eingerichtet, die jeweils über einen Gleisanschluss an der Bahnstrecke der Eberswalde–Schöpfurther Eisenbahn erreichbar waren und auf denen verschiedene Sortimente lagerten. Der Holzlagerplatz am Finowkanal ermöglichte den Verkauf von Brennholz nach Potsdam oder Berlin sowie die Lagerung von Flößen über einen längeren Zeitraum.